# Rhodopetoma renaudi
Rhodopetoma renaudi är en snäckart som först beskrevs av Arnold 1903.  Rhodopetoma renaudi ingår i släktet Rhodopetoma och familjen Turridae. Inga underarter finns listade i Catalogue of Life.